# Oscanius sishaensis
Oscanius sishaensis is een slakkensoort uit de familie van de Pleurobranchidae. De wetenschappelijke naam van de soort is voor het eerst geldig gepubliceerd in 1965 door Zhang & Lin.